# Adenoa
Adenoa é um género botânico pertencente à família Turneraceae.

## Espécies
Apresenta uma única espécie:
- Adenoa cubensis